# Eleições estaduais no Amapá em 1998
As eleições estaduais no Amapá em 1998 aconteceram em 4 de outubro como parte das eleições gerais no Brasil. Nesta ocasião, foram realizadas eleições em todos os 26 estados brasileiros e no Distrito Federal.
Os votantes escolheram candidatos para os cargos de Presidente da República, o Governador e um Senador por estado, além de deputados estaduais e federais. Para o Palácio da Alvorada, Fernando Henrique Cardoso (PSDB) foi eleito no primeiro turno com mais de 53% dos votos. Já para o Palácio do Setentrião, houve segundo turno entre João Capiberibe (PSB) e Waldez Góes (PDT), pois nenhum candidato ao cargo obteve mais da metade do votos válidos no primeiro turno.
Com o crescimento da força eleitoral do PSB nas eleições municipais de 1996 — o partido elegeu 164 prefeitos contra 114 do PT —, vários candidatos a governos estaduais foram lançados pelos socialistas. Inicialmente contrário à emenda da reeleição, aprovada em 1997, no ano seguinte Capiberibe candidatou-se novamente ao governo do Amapá, na legenda do PSB, e foi eleito no segundo turno, derrotando o candidato do PDT, Waldez Góes. Na mesma ocasião Janete Capiberibe conquistou seu terceiro mandato na Assembleia estadual. O segundo governo de João Capiberibe se estendeu até 2002, quando renunciou para concorrer ao Senado Federal.
Após a derrota, Waldez foi para o estado do Rio de Janeiro no ano de 1999, a convite do colega de partido e recém eleito governador do Rio de Janeiro, Anthony Garotinho, para colaborar com a sua administração.
Pelo grupo do ex-presidente José Sarney, o candidato foi o senador Gilvam Borges, porém o poder do líder do PMDB não transfere votos para seu aliado, e pela terceira vez seguida, o grupo fica de fora da decisão pelo governo do estado.
Mesmo com revés para o governo, José Sarney foi eleito para o segundo mandato para o senado pelo estado do Amapá. Um dos fatores decisivos da vitória do maranhense, é a aproximação com o grupo de Waldez Góes.

## Resultado da eleição para governador

### Primeiro turno
| Candidatos a governador do estado | Candidatos a vice-governador | Número | Coligação                                                            | Votação | Percentual |
| --------------------------------- | ---------------------------- | ------ | -------------------------------------------------------------------- | ------- | ---------- |
| João Capiberibe PSB               | Dalva Figueiredo PT          | 40     | Amapá Para Todos (PSB, PT, PCdoB, PPS, PAN, PV, PRP)                 | 71.806  | 43,05%     |
| Waldez Góes PDT                   | Papaléo Paes PSC             | 12     | O Amapá Que a Gente Quer (PDT, PTdoB, PSC)                           | 54.721  | 32,81%     |
| Gilvam Borges PMDB                | Sulamir Monassa PFL          | 15     | Frente de Luta (PMDB, PFL, PSDB, PPB, PL, PSL, PTB, PRONA, PMN, PSD) | 39.445  | 23,65%     |
| Elton Corrêa PSTU                 | Oclides Nunes PSTU           | 16     | PSTU (sem coligação)                                                 | 826     | 0,49%      |

### Segundo turno
| Candidatos a governador do estado | Candidatos a vice-governador | Número | Coligação                                            | Votação | Percentual |
| --------------------------------- | ---------------------------- | ------ | ---------------------------------------------------- | ------- | ---------- |
| João Capiberibe PSB               | Dalva Figueiredo PT          | 40     | Amapá Para Todos (PSB, PT, PCdoB, PPS, PAN, PV, PRP) | 93.680  | 53,59%     |
| Waldez Góes PDT                   | Papaléo Paes PSC             | 12     | O Amapá que a Gente Quer (PDT, PTdoB, PSC)           | 81.122  | 46,41%     |

## Resultado da eleição para senador
| Candidatos a senador da República | Candidatos a suplente de senador                             | Número | Coligação                                                            | Votação | Percentual |
| --------------------------------- | ------------------------------------------------------------ | ------ | -------------------------------------------------------------------- | ------- | ---------- |
| José Sarney PMDB                  | Jorge Nova da Costa PMDB Salomão Alcolumbre PMDB             | 15     | Frente de Luta (PMDB, PFL, PSDB, PPB, PL, PSL, PTB, PRONA, PMN, PSD) | 97.446  | 59,31%     |
| Antônio Ildegardo Gomes PPS       | Luiz Almena Bonfim da Silva PCdoB Rugatto Boettger PSB       | 23     | Amapá Para Todos (PSB, PT, PCdoB, PPS, PAN, PV, PRP)                 | 53.037  | 32,28%     |
| José Soares da Silva PDT          | Eliberto Nery Farias PDT Luiz Fernando Ribeiro Viana PDT     | 12     | PDT (sem coligação)                                                  | 6.119   | 3,73%      |
| Walter Cunha da Silva PSC         | Francisco Valdo Medeiros Rego PSC Daniel da Silva Paiva PSC  | 20     | PSC (sem coligação)                                                  | 4.471   | 2,72%      |
| Vanda Cherfen de Souza PTdoB      | Ezequias Gomes Martins PTdoB Raimundo Barbosa da Silva PTdoB | 70     | PTdoB (sem coligação)                                                | 3.228   | 1,96%      |

## Deputados federais eleitos
São relacionados os candidatos eleitos com informações complementares da Câmara dos Deputados.

Representação eleita
  PSDB: 3
  PFL: 2
  PMDB: 1
  PTB: 1
  PSB: 1

| Número | Deputados federais eleitos | Partido | Votação | Percentual | Cidade onde nasceu | Unidade federativa |
| 2511   | Benedito Dias              | PFL     | 13.466  | 7,59%      | Chaves             | Pará               |
| 2525   | Sérgio Barcelos            | PFL     | 8.589   | 4,84%      | Rio de Janeiro     | Rio de Janeiro     |
| 1598   | Jurandil Juarez            | PMDB    | 7.760   | 4,37%      | Afuá               | Pará               |
| 1414   | Eduardo Seabra             | PTB     | 7.561   | 4,26%      | Belém              | Pará               |
| 4578   | Fátima Pelaes              | PSDB    | 7.519   | 4,23%      | Macapá             | Amapá              |
| 4563   | Antonio Feijão             | PSDB    | 7.227   | 4,07%      | Sobral             | Ceará              |
| 4066   | Evandro Milhomen           | PSB     | 6.804   | 3,83%      | Macapá             | Amapá              |
| 4555   | Badu Picanço               | PSDB    | 6.516   | 3,67%      | Belém              | Pará               |

## Deputados estaduais eleitos
Representação eleita
  PMDB: 4
  PDT: 4
  PSB: 3
  PSD: 3
  PFL: 3
  PL: 2
  PT: 2
  PSL: 1
  PTB: 1
  PSDB: 1

| Número | Deputados estaduais eleitos | Partido | Votação | Percentual | Cidade onde nasceu | Unidade federativa |
| 22123  | Rosemiro Rocha Freire       | PL      | 5.585   | 3,34%      | Santana            | Amapá              |
| 17123  | José Miranda Coelho         | PSL     | 5.562   | 3,33%      | Macapá             | Amapá              |
| 40117  | Janete Capiberibe           | PSB     | 4.991   | 2,99%      | Amapá              | Amapá              |
| 14123  | Amiraldo da Silva Favacho   | PTB     | 4.185   | 2,50%      | Calçoene           | Amapá              |
| 41111  | Roberto Góes                | PSD     | 3.863   | 2,31%      | Porto Grande       | Amapá              |
| 25122  | Jorge Salomão               | PFL     | 3.430   | 2,05%      | Afuá               | Pará               |
| 15123  | Fran Soares Júnior          | PMDB    | 3.358   | 2,01%      | Mazagão            | Amapá              |
| 41123  | Lucas Barreto               | PSD     | 3.313   | 1,98%      | Macapá             | Amapá              |
| 40112  | Eury Farias                 | PSB     | 3.283   | 1,96%      | Belém              | Pará               |
| 41234  | Jorge Amanajás              | PSD     | 3.238   | 1,94%      | Chaves             | Pará               |
| 22121  | Dr. Manoel Brasil           | PL      | 3.111   | 1,86%      | Porto Grande       | Amapá              |
| 25125  | Alexandre Barcellos         | PFL     | 2.768   | 1,65%      | Rio de Janeiro     | Rio de Janeiro     |
| 40147  | Judith Medeiros             | PSB     | 2.668   | 1,59%      | Pracuuba           | Amapá              |
| 15147  | Abelardo Vaz                | PMDB    | 2.622   | 1,57%      | Inhumas            | Goiás              |
| 45611  | Regildo Wanderley Salomão   | PSDB    | 2.618   | 1,56%      | Ananindeua         | Pará               |
| 25147  | Jarbas Gato                 | PFL     | 2.617   | 1,56%      | Oriximiná          | Pará               |
| 12147  | Geraldo Rocha               | PDT     | 2.439   | 1,46%      | Macapá             | Amapá              |
| 15124  | João Queiroga               | PMDB    | 2.056   | 1,23%      | São Luís           | Maranhão           |
| 15115  | Raimunda Beirão             | PMDB    | 1.983   | 1,18%      | Dom Pedro          | Maranhão           |
| 13113  | Randolfe Rodrigues          | PT      | 1.756   | 1,05%      | Garanhuns          | Pernambuco         |
| 12345  | Vital Andrade               | PDT     | 1.554   | 0,93%      | Amapá              | Amapá              |
| 13177  | Hildo Fonseca               | PT      | 1.297   | 0,77%      | Castanhal          | Pará               |
| 12222  | Eider Pena                  | PDT     | 1.256   | 0,75%      | Ferreira Gomes     | Amapá              |
| 12312  | Alexandre Pipi              | PDT     | 1.123   | 0,67%      | Macapá             | Amapá              |